# العلاقات الكوبية المصرية
العلاقات المصرية الكوبية تشير إلى العلاقات الثنائية بين كوبا ومصر.

## تاريخ العلاقات
- بدأت العلاقات الدبلوماسية بافتتاح مصر لمفوضية بهافانا عام 1958، ثم رفعت مستوى التمثيل لسفارة عام 1959 وتتصف العلاقات بين البلدين بأنها علاقات تاريخية ترجع إلى عهد الرئيسين عبد الناصر وكاسترو، إلا أنها شهدت فتورا عقب عقد مصر لمعاهدة السلام مع إسرائيل، وعلى الرغم من ذلك فقد شهدت العلاقات عدداً من الزيارات المتبادلة، كان من أهمها زيارة وزير الخارجية المصرى لكوبا في 2006 وزيارة الوزير الكوبى لمصر في 2009 للمشاركة في مؤتمر لحركة عدم الانحياز.
- وقع البلدان علي مذكرة تفاهم للتشاور بين خارجيتي البلدين تتم على مستوي مساعدي وزيري الخارجية كل عامين، عقدت الدورة الأولى في هــافانا العام 2007 على هامش زيارة السيد مساعد الوزير لشئون الأمريكتين لكوبا، والثانية بالقاهرة في يناير 2010، كما تمت الموافقة على عقد آلية التشاور كل عام بدلا من كل عامين في عام 2010، وتم عقد الدورة الثالثة بهافانا في يناير 2011.
- وفي نفس إطار الحرص المتبادل علي تنسيق المواقف وتبادل الآراء بين البلدين قام نائب وزير الخارجية للشئون الأمريكية السيد السفير عزت سعد بزيارة عمل إلي هافانا في الفترة من  الي   التقي خلالها مع وزير الخارجية الكوبي حيث سلمه رسالة من الوزير احمد أبو الغيط، كما التقي مع العديد من كبار المسئولين بالدولة وفي مقدمتهم نائب وزير الخارجية للشرق الأوسط وأفريقيا و آسيا، ورئيس الغرفة التجارية، ونائب وزير التجارة، ونائبه عميد جامعه هافانا، والمسئولين بوزارة الصحة الكوبية.[1]

## العلاقات الاقتصادية والتجارية
يربط مصر وكوبا اتفاق تجارة طويل الأجل وقع بالقاهرة ديسمبر 1976،وهناك رغبة كوبية لتحديث الاتفاق بما يتناسب مع التطورات الاقتصادية والتجارية العالمية، حيث يعد حجم التبادل التجاري بين مصر وكوبا محدودا للغاية، ويسجل الميزان التجاري فائضا لصالح مصر حيث تصدر كوبا إلى مصر ما قيمته 100 ألف دولار من المطاط والتبغ والأسماك والسكر، في حين تبلغ الصادرات المصرية حوالي 300 ألف دولار، وتنحصر في المنتجات البترولية والغذائية والكيماويات.
كما يربط البلدان اتفاق للتعاون الاقتصادي والفني تم التوقيع علية عام 2006و بموجبة تم تشكيل لجنه مشتركة يرأسها من الجانب المصري السيدة وزيرة التعاون الدولي ومن الجانب الكوبي السيد وزير التجارة والتعاون الدولي والاستثمار، وقد عقدت الدورة الأولي للجنة المشتركة عام 2007 في القاهرة ومن المقرر عقد الدورة الثانية في هافانا خلال الفترة القادمة.

## الزيارات الثنائية

### من الجانب الكوبى
| العام       | الزيارة |
| ----------- | --- |
| مارس 2004   | زيارة وزير خارجية كوبا للقاهرة |
| فبراير 2006 | زيارة نائب وزير خارجية كوبا لمصر كمبعوث رسمي للرئاسة الكوبية لتوجيه الدعوة للسيد الرئيس للمشاركة في قمة عدم الانحياز بكوبا                                                                                                |
| نوفمبر2007  | زيارة السيدة وزيرة التعاون الاقتصادي والاستثمار الأجنبي لمصر حيث رأست وفد بلادها في الاجتماع الأول للجنة المشتركة بين البلدين يومي 18 و19 نوفمبر، ورأس الوفد المصري السيدة وزير التعاون الدولي، كما استقبلها السيد الوزير |

### من الجانب المصرى
| العام       | الزيارة |
| ----------- | --- |
| سبتمبر 2006 | زيارة وزير الخارجية المصري لهافانا لرئاسة وفد مصر في مؤتمر عدم الانحياز بهافانا، والذي شهد الموافقة بالإجماع على عقد القمة القادمة للحركة بمصر عام 2009، كما شملت الزيارة استقبال الرئيس الكوبي للسيد الوزير                                                   |
| ابريل 2007  | زيارة السيد السفير/حاتم سيف النصر مساعد وزير الخارجية لشئون الأمريكتين لكوبا سلم خلالها رسالة من السيد الوزير لوزير خارجية كوبا ورأس الجانب المصري في الاجتماع الأول للتشاور السياسي بين وزارتي الخارجية وتم التوقيع على اتفاق تعاون بين المعهدين الدبلوماسيين |
| مايو 2008   | زيارة السيد د./ فاروق حسني لكوبا حيث أجرى عدة لقاءات شملت وزير الثقافة ووزيرة التعاون الدولي وتم التوقيع على اتفاقية حماية الممتلكات الثقافية بين البلدين. |
| ابريل 2009  | زيارة السيد الوزير لهافانا لحضور الاجتماع الوزاري للحركة عدم الانحياز |
| مايو 2010   | زيارة العمل السيد نائب وزير الخارجية للشئون الأمريكية السفير عزت سعد إلي هافانا |

## العلاقات الاقتصادية والتجارية
يربط مصر وكوبا اتفاق تجارة طويل الأجل وقع بالقاهرة ديسمبر 1976،وهناك رغبة كوبية لتحديث الاتفاق بما يتناسب مع التطورات الاقتصادية والتجارية العالمية، حيث يعد حجم التبادل التجاري بين مصر وكوبا محدودا للغاية، ويسجل الميزان التجاري فائضا لصالح مصر حيث تصدر كوبا إلى مصر ما قيمته 100 ألف دولار من المطاط والتبغ والأسماك والسكر، في حين تبلغ الصادرات المصرية حوالي 300 ألف دولار، وتنحصر في المنتجات البترولية والغذائية والكيماويات.
كما يربط البلدان اتفاق للتعاون الاقتصادي والفني تم التوقيع علية عام 2006و بموجبة تم تشكيل لجنه مشتركة يرأسها من الجانب المصري السيدة وزيرة التعاون الدولي ومن الجانب الكوبي السيد وزير التجارة والتعاون الدولي والاستثمار، وقد عقدت الدورة الأولي للجنة المشتركة عام 2007 في القاهرة.